# Technologia mobilna w Afryce
Technologia mobilna w Afryce – jedna z najnowocześniejszych, szybko rozwijających się infrastruktur. Mieszkańcy Afryki stanowili w 2021 10% globalnego rynku użytkowników internetu, przy czym znaczna większość wykorzystuje w tym celu jedynie telefony komórkowe (tylko 0,4% populacji w 2022 miało łącze stałe), a przyrost użytkowników internetu w okresie 2010–2021 wyniósł 12 975%. Afryka w dużej mierze była w stanie dogonić inne regiony pod względem korzystania z Internetu, omijając erę komputerów stacjonarnych i łączy stałych. Według danych z 2016 roku Międzynarodowego Związku Telekomunikacyjnego (ITU) agencji Narodów Zjednoczonych ds. Technologii informacyjnych i komunikacyjnych, około 80,8% mieszkańców kontynentu posiadało telefon komórkowy i są one podstawową platformą dostępu do Internetu. Dane z AppsAfrica wykazują 98 miliardów pobrań aplikacji mobilnych (typu WhatsApp, Viber, Skype, czy G-Talk) w latach 2010–2015.
Wysoka eksploatacja telefonii komórkowej w Afryce wysuwa się na prowadzenie, pokonując Azję o 4 punkty procentowe (w 2022). Financial Times w 2016 roku napisał, że „telefon komórkowy jest dla Afryki Subsaharyjskiej tym, czym pociąg parowy był dla 19-wiecznej Europy”.

## Rozwój telefonii komórkowej w 2000 roku

### Ograniczenia afrykańskich sieci PSTN
Jednym z głównych czynników sprzyjających rozprzestrzenianiu się sieci komórkowej w Afryce jest małe rozpowszechnienie sieci stacjonarnej PSTN. Tylko niecałe 3% z 400 000 osad wiejskich istniejących w Afryce ma dostęp do PSTN. Jeszcze w 2000 roku w Afryce Subsaharyjskiej było mniej linii telefonicznych niż na Manhattanie, a już w 2006 roku 45% osad wiejskich miało zasięg GSM.
Kraje, które w 2007 roku osiągnęły 50% zasięgu GSM, to: Botswana, Burkina Faso, Burundi, Republika Zielonego Przylądka, Gwinea, Namibia, Rwanda, Senegal, Eswatini (Suazi) i Togo. W 2000 roku państwem z największym rynkiem telefonii komórkowej w Afryce (25 mln abonentów) była Republika Południowej Afryki. Kolejne miejsca zajmowały Nigeria, Egipt i Maroko. W słabiej rozwiniętych krajach, np. w Demokratycznej Republice Konga (60 mln mieszkańców), zaskakującym jest fakt, że ponad milion osób to użytkownicy telefonii komórkowej, a zaledwie 10000 to użytkownicy telefonii stacjonarnej. Wysoka sprzedaż, a także duże zapotrzebowanie na telefony komórkowe umożliwiły stworzenie i wypromowanie w całej Afryce telefonów własnej marki M-tech Mobile Communication z siedzibą w Zambii.
Rozprzestrzenieniu sieci komórkowej sprzyja również monopol opierający się na braku inwestycji operatorów telefonii stacjonarnej na obszarach wiejskich. Rozwój telefonii komórkowej jest bardziej dynamiczny i konkurencyjny w porównaniu do telefonii stacjonarnej (np. prywatyzacja Telkom Kenya, Botswana Telecommunication Corporation czy inicjacja strategii liberalizacji rynku w niektórych krajach).
|                         | Internet | Telefonia komórkowa | Telefonia stacjonarna |
| ----------------------- | -------- | ------------------- | --------------------- |
| Monopolistyczne         | 10       | 9                   | 55                    |
| W pełni konkurencyjne   | 69       | 43                  | 25                    |
| Częściowo konkurencyjne | 12       | 41                  | 23                    |

Odsetek krajów afrykańskich, w których internet, telefonia komórkowa i telefonia stacjonarna są monopolistyczne, w pełni konkurencyjne lub częściowo konkurencyjne (dane z 2007).

### Strategia rynkowa
Operatorzy sieci komórkowych wprowadzający w 2000 roku telefonię komórkową w Afryce, wykorzystując model biznesowy dotarli do najbiedniejszych i największych części populacji. Za ich sukcesem stało obniżenie kosztów roamingu. Jako pierwsza bezpłatny roaming zapewniła firma Celtel.
W 2006 roku bezpłatny roaming, w ramach kampanii One Network, odbywał się między takimi krajami jak: Uganda, Kenia, Tanzania. W 2007 roku dołączyły do nich Gabon, Demokratyczna Republika Konga, Kongo, Burkina Faso, Czad, Malawi, Niger, Nigeria, Sudan i Zambia.
Dzięki środkom finansowym z Europejskiego Banku Inwestycyjnego firma Orange Guinée zmodernizowała za pomocą masztów zasilanych panelami fotowoltaicznymi swoją sieć komórkową zapewniając zasięg na obszarach wiejskich oraz wzmacniając zasięg w obszarach miejskich. Zastosowanie ogniw telekomunikacyjnych zasilanych energią słoneczną znacznie zmniejszyło zużycie paliwa sieciowego.
W następstwie utrudnionej instalacji radiowej w Afryce nieoceniona okazała się łączność satelitarna. Powszechna stała się integracja sieci komórkowej z systemem satelitarnym. Przykładem jest firma Orange, która integruje w Republice Środkowoafrykańskiej sieć komórkową z systemem satelitarnym 03b mPower wykorzystując satelity firmy SES będące na wysokości ok. 8000 km nad ziemią. Satelitarny system komunikacyjny 03b mPower obecnie jest w fazie budowy i wdrażania. Czas rozpoczęcia usługi komercyjnej przewidywany jest na III kwartał 2023 roku.
W Afryce Subsaharyjskiej odnotowuje się wysoki wskaźnik migracji połączeń szerokopasmowych. W 2018 r. wskaźnik połączeń 4G w Afryce wynosił 6%, 3G – 35%, a 2G – 59%. We wrześniu 2019 r. w Johannesburgu oraz Pretorii dostawca usług do transmisji danych, firma Rain, jako pierwsza uruchomiła komercyjne usługi 5G oferując stacjonarne bezprzewodowe domowe łącze szerokopasmowe. Zakłada się, że do 2025 roku 5G będzie wynosić 3% wszystkich połączeń, 4G – 24%, 3G – 59%, a 2G spadnie do 14% wszystkich połączeń.
Znaczące postępy w łączeniu Afryki, stawia ją na drugim miejscu wśród pozostałych części świata pod względem rozwoju szerokopasmowego internetu. Jednakże globalne trudności takie jak rosyjska inwazja wojskowa na Ukrainie czy pandemia Covid-19 stale wpływają na tor ruchu rynku telekomunikacyjnego.

### Technologia mobilna w społeczeństwie
Do zastosowań telefonu komórkowego należą: wysyłanie wiadomości tekstowych, wykonywanie zdjęć, nagrywanie filmów, otrzymywanie informacji politycznych, konsumenckich i zdrowotnych, dostęp do portali zdrowotnych, oferty pracy, a także dokonywanie i otrzymywanie płatności. Na terenach o trudnych warunkach materialnych, gdzie użytkownicy najczęściej posiadają telefony o podstawowych funkcjach, wykorzystywana jest technologia mobilna non-profit, która obejmuje masowe wysyłanie wiadomości SMS do USSD, witryn i społeczności mobilnych. Według danych AppsAfrica przewiduje się, że kolejny 1 miliard użytkowników telefonów komórkowych będzie pochodzić z obszarów wiejskich. Ostatecznie technologia non-profit ma sprawić, aby była ona darmowa albo prawie darmowa dla użytkowników, co wiąże się z pozyskiwaniem darczyńców. W zakresie zdrowia, pomocy w przypadku katastrof i zarządzania pomocą z telefonią komórkową współpracują takie firmy jak: FrontlineSMS, RapidSMS, TextToChange czy Ushahidi.
Zapoczątkowane przez Fundację ONZ i Fundację Vodafone, we współpracy ze Światową Organizacją Zdrowia (WHO) oraz DataDyne, mHealth, wykorzystuje technologię komórkową do dostarczania informacji zdrowotnych. mHealth wraz z innymi partnerami stworzył sojusz m-zdrowie, do którego należą takie obowiązki jak: przypomnienia o spotkaniach, mobilizacja społeczeństwa i promocji zdrowia, bezpłatne usługi telefoniczne w nagłych wypadkach, telefoniczne centra zdrowia, przeprowadzanie ankiet zdrowotnych, informacja oraz monitoring pacjentów. Pierwszy afrykański mobilny szczyt zdrowia miał miejsce w Kapsztadzie w czerwcu w 2011 roku. Opublikowano na nim raport ukazujący, że 83% ankietowanych rządów miało co najmniej jeden projekt m-zdrowia w swoim kraju. Projekt w zakresie m-zdrowia obejmował: centra telefoniczne służby zdrowia, bezpłatne usługi telefoniczne w nagłych wypadkach, zarządzanie sytuacjami kryzysowymi i katastrofami oraz telemedycynę mobilną. Technologia mobilna do celów zdrowotnych wykorzystywana jest w Republice Południowej Afryki z pomocą firm Cell-Life, GeoMed oraz HealtSMS.
Technologia mobilna wykorzystywana jest także do tworzenia zmian społecznych. Przykładem organizacji non-profit jest południowoafrykańska Fundacja Preakelt, która opracowała mobilną społeczność o nazwie YoungAfricaLive (YAL). Zadaniem mobilnej społeczności jest stworzenie przestrzeni, w której ludzie swobodnie mogą rozmawiać na tematy dotyczące miłości, związków, seksu czy HIV/AIDS. Bezpłatne społeczności mobilne i technologia stawiają ciągłe wyzwania dostawcom usług, którzy chcą umożliwić całkowitą wolność. Przy pomocy technologii mobilnej możliwe stało się również zwalczanie przestępczości. Przekazanie The Khulisa’s Youth out of School Ubuntu Club w Tambisa w Johannesburgu, przez sieć Vodacom, komputera i telefonów komórkowych, pozwoliło osobom patrolującym w społeczności, pozostać w kontakcie, zgłaszać zdarzenia kryminalne oraz informować społeczności o aktualnych wydarzeniach. Projekt znany jest z wysokiego poziomu działalności przestępczej. Na terenie południowej Afryki prowadzona jest także krajowa linia przestępcza, mająca za zadanie zachęcanie obywateli do zgłaszania przestępstw w swoich społecznościach.